# Biali Kurierzy
Biali Kurierzy – grupa ok. 20-30 harcerzy i młodzieży polskiej – członków Wojskowo-Cywilnego Klubu Sportowego „Junak” Drohobycz, działająca od października 1939 do lipca 1940 jako część Szarych Szeregów (SZP – ZWZ) na terenie części Polski okupowanej i anektowanej przez ZSRR po agresji ZSRR na Polskę 17 września 1939.

## Charakterystyka
Zadaniem „Białych Kurierów” było przeprowadzanie zagrożonych deportacją ludzi (głównie mężczyzn – urzędników, inteligencji, żołnierzy, policjantów itp.) z terenów okupowanych przez ZSRR na Węgry, skąd byli przerzucani do Wojska Polskiego we Francji, tworzącego się pod egidą Rządu RP na uchodźstwie, a także dostarczanie informacji o sytuacji na terenach RP okupowanych przez ZSRR. W powrotną drogę zabierali pieniądze i pokrzepiające wieści o Wojsku Polskim we Francji, niekiedy przekazywali informacje rodzinom o losach „przerzuconych” przez granicę ludzi. Grupa była podporządkowana komórce „Ewa” (od ewakuacja) Poselstwa RP w Budapeszcie, na czele której stał rtm. Billewicz. Nieformalnie współpracował i wspierał w działalności mjr (płk.) Mieczysław Młotek.
Biali Kurierzy działali pojedynczo lub w dwuosobowych grupach. Ważna była znajomość terenu i dobra kondycja fizyczna i psychiczna, stąd duża liczba harcerzy w grupie Kurierów, którzy podczas biwaków, rajdów i obozów harcerskich bardzo dobrze znali teren przez który zdążali ku granicy.
Z liczącej ok. 30 osób grupy do końca wojny dotrwało kilku Białych Kurierów (Tadeusz Chciuk, Zbigniew Janicki i Tadeusz Żelechowski „Lopek”. W 1992 odnalazł się w Kraju Krasnojarskim (ZSRR) Władysław Ossowski). Pozostali polegli śmiercią żołnierza Podziemnej Polski na szlakach, zostali zakatowani w więzieniach sowieckich. Istnieli chyba krótko aby zapisać się w powszechnej pamięci. Jednym ze świadectw jest książka pt. „Biali Kurierzy” jednego z nich – Marka Celta.

## Etymologia nazwy
... – No a kostiumy karnawałowy maci? – powiedział Tońko.

Szczepan popatrzył na niego, najpierw zdumiony, potem trochę zły, wreszcie odrzekł surowym tonem:

- Kostiumy karnawałowe? Nie, panie Tońku, mu już tu, prawda, na bal się nie wybieramy, inny „bal” nam w głowie.

- Ta ja w sam raz akurat za ten bal bałakam. Kostiumy potrzebny druhu Szczepciu, jak, prawda żołnierzom w Finlandii.

- Jakie kostiumy?

- Biały. Bałakaj, Tadyk, bo to ważny.

Opowiedziałem im o naszych „upiornych kombinezonach, o tym, jak świetnie na nocnym śniegu zlewają się z otoczeniem, jaka to nasza barwa ochronna, jak u zwierząt, według prawa mimikry.

- To może więcej znaczyć niż rewolwer – odezwał się powoli Fredek. – Musimy, Szczepan, poprosić rotmistrza o takie kostiumy. Co myślisz?

- Absolutnie – odpowiedział Szczepan – absolutnie musimy mieć też takie, prawda kombinezony. Przepraszam pana, panie Tońku.

- Tońku już zaponiał.

- Niech was zaprowadzi do krawca – mówię – to musi być zrobione solidnie, na miarę, żeby pasowało jak ulał, a nie tamowało ruchów. On ma takiego zaufanego szabó (po węgierku – krawca), który o nic nie pyta, tylko uśmiecha się i robi co trzeba, żonaty z Polką, całkiem swój.

- Bardzo wam dziękujemy za tę informację. A ja z początku myślałem, prawda, że pan Tońku łacha z nas drze, jak to pan potrafi.

- Tońku potrafi, „prawda”, ali łacha tera nie darł. Jak przed granicą ja wdzieji na wierzch ten swentarny strój, to si zara lepij czuji.

- A wiecie co? Przyszło mi tak nagle do głowy, że nas, prawda, powinno się nazywać białymi kurierami. Nawet... podwójnie białymi, nie, Tadeusz, co?

- A wie druh, że to klawu wykombinowany – Tońko wykrzykuje. – Biali kurierzy! Batiarnia, czuli wy?

Tamci przestali łupać kartami w stół, popatrzyli na nas, uśmiechnęli się. Szandor ściągnął usta, powieka mu opadła i znowu w górę, podniósł wskazujący palec w górę, jak zawsze gdy chciał wyrazić podziw albo aprobatę.

- Biali, bo przeciw czerwonym, all right. Biali, bo w białych kombinezonach po białym śniegu przez białą (choć „zieloną”) granicę. Tres bien! Trzeba pitolcia i Rudka zawiadomić o „awansie”.

I zaczął we wszystkich językach świata wykrzykiwać:

- Biali kurierzy! Les couriers blancs! A fehér kurierek! Die weissen Kurieren! The white courriers!...

Powyższy fragment wyjaśnia pochodzenie nazwy od: 1) białego stroju ochronnego, w którym poruszali się zimą po 2) białym śniegu, a przez „zieloną” choć 3) białą od śniegu granicę i 4) przeciwko „czerwonym”, czyli sowieckiemu okupantowi.
Harcerze i młodzież spod okupacji niemieckiej znana jest szerokiej rzeszy społeczeństwa dzięki „Kamieniom na szaniec” Aleksandra Kamińskiego. Młodzież i harcerstwo na terenach okupowanych przez Sowietów doczekała się swojego „Kamińskiego” – kronikarza opisującego jej losy. Został nim, też instruktor harcerski, biorący udział w tamtych wydarzeniach, Tadeusz Chciuk-Celt, harcmistrz, późniejszy cichociemny.

## Lista Kurierów

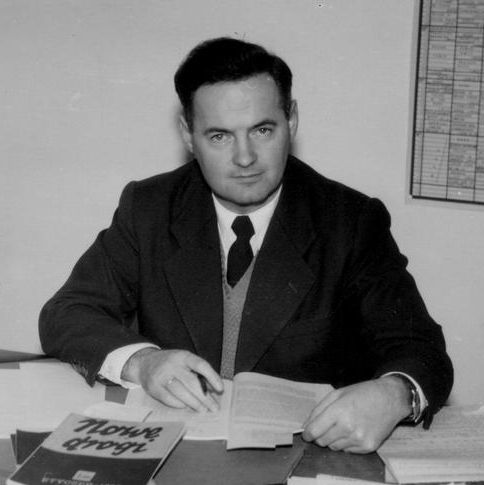
Tadeusz Chciuk

Poniżej szczątkowa lista Białych Kurierów:
1. phm. (hm.) Tadeusz Chciuk (ps. Zawadkowski), kurier o pseudonimach „Celt”, „Sulima” (Operacja lotnicza „Jacket” 27/28 XII 1941 i operacja lotnicza "Salamander" 3/4 IV 1944)
2. hm. Szczepan Michalski – zginął w więzieniu w czerwcu 1941
3. phm. Ferdynand Freimuth
4. HO Rudolf Regner – zginął w więzieniu w czerwcu 1941
5. ppor. Tadeusz Żelechowski „Lopek” cichociemny o pseudonimie „Ring” (Operacja lotnicza „Weller 14” 9/10 IV 1944)
6. wyw. Władysław Ossowski (ps. Pitolciu, Mały, Pisklę) – uzyskał tytuł Króla Kurierów. Złapany w lipcu 1940. Zesłany na Syberię wrócił do Polski w 1992
7. Zbigniew Janicki
8. Zbigniew Twardy cichociemny o pseudonimie „Trzask” (Operacja lotnicza „Cellar”, 24/25 III 1943)
9. Jan Hammerling
10. Jan Antoni Krasulski (ps. Naganowski, Tońko) lwowski batiar z „Zilunegu”. Zginął prawdopodobnie w potyczce na granicy w 1940
11. Stanisław Gerula – bramkarz KS „Junak”
12. Bronisław Lisowski
13. Helena Świątek z domu Kamińska

W Budapeszcie opiekował się i zajmował Kurierami z pół Polak, pół Węgier Szandor „Madziarski”.